# Jimmy Bruno
Jimmy Bruno (* 22. Juli 1953 in Philadelphia) ist ein US-amerikanischer Jazz-Gitarrist, Lehrer und Autor.

## Leben und Wirken
Jimmy Bruno ist seit Anfang der 1970er Jahre in der Jazzszene von Philadelphia aktiv; mit 19 Jahren ging er mit Buddy Richs Band auf Tournee. Später leitete er die Begleitband von Frank Sinatra, arbeitete mehrere Jahre in Los Angeles, bevor er nach Philadelphia zurückkehrte. Seit Anfang der 1990er Jahre arbeitet er in seiner Heimatstadt als Musiklehrer und Autor mehrerer Lehrwerke; er nahm seitdem eine Reihe von Alben für das Label Concord Jazz auf, an denen Musiker wie Joey DeFrancesco, Howard Alden, Frank Vignola, Joe Beck und Jack Wilkins mitwirkten. 1997 trat er mit seiner Band aus dem Bassist Craig Thomas und Schlagzeuger Vince Ector im Blue Note (New York) auf; mit dabei war der Altsaxophonist Bobby Watson, der Charlie-Parker-Nummern wie "Segment", "Au Privave" und "Anthropology" beisteuerte. 1999 spielte er mit seinem Trio erneut im Blue Note, diesmal mit Scott Hamilton als Gast. Zuletzt nahm Bruno das Album Mapleshade Avenue in Triobesetzung mit Bassist Jeff Pedras und Vibraphonist Tony Miceli auf.
Zu seinen Haupteinflüssen zählt Bruno die Gitarristen Johnny Smith, Hank Garland, Joe Pass, Tal Farlow, Wes Montgomery, Howard Roberts, Jim Hall und Pat Martino.

## Diskographische Hinweise
- Sleight of Hand (1992), Concord
- Burnin (1994), Concord
- Concord Jazz Guitar Collective (1995), Concord – mit Howard Alden & Frank Vignola
- Like That (1996), Concord – mit Joey DeFrancesco
- Live at Birdland One (1997), Concord
- Live at Birdland Two (1999), Concord
- Polarity (2000), Concord – mit Joe Beck
- Two for the Road (2000) – mit John Leitham, nun Jennifer Leitham
- Heading North (2001) – mit Jack Wilkins
- Solo (2004, Guitar Sessions)
- Maplewood Avenue (2007, Affiliated Artists)

## Veröffentlichungen
- Art of Picking, Mel Bay
- Six Essential Fingerings for the Jazz Guitarist
- No Nonsense Jazz Guitar, Mel Bay, DVD